# Ministère de la Santé et de la Protection sociale
Cet article concerne un ministère espagnol. Pour son équivalent marocain, voir Ministère de la Santé et de la Protection sociale (Maroc).
Le Ministère de la Santé et de la Protection sociale (espagnol : Ministerio de Salud y de Protección Social) est le ministère colombien responsable de l'établissement des normes et des lignes directrices en matière de santé publique, d'aide sociale, de population à risque et de pauvreté en Colombie.